# Borromeiska öarna

Karta över Lago Maggiore.

Borromeiska öarna (italienska Isole Borromee) är en grupp om fyra öar i den italienska delen av Lago Maggiore, belägna mitt emot Pallanza. De ligger i provinsen Verbano-Cusio-Ossola i regionen Piemonte. Ögruppen har sitt namn efter adelsätten Borromeo, som ägt dem från 1200-talet, och de utgör välbesökta turistattraktioner.
De mest betydande bland Borromeiska öarna är Isola Bella och Isola Madre, med ståtliga palats och anläggningar. De båda mindre heter Isola dei Pescatori (eller Isola Superiore) och Isola di San Giovanni. Deras sammanlagda yta uppgår till ungefär 20 hektar. Endast Isola dei Pescatori är bebodd; de övriga hyser Borromeos palats.

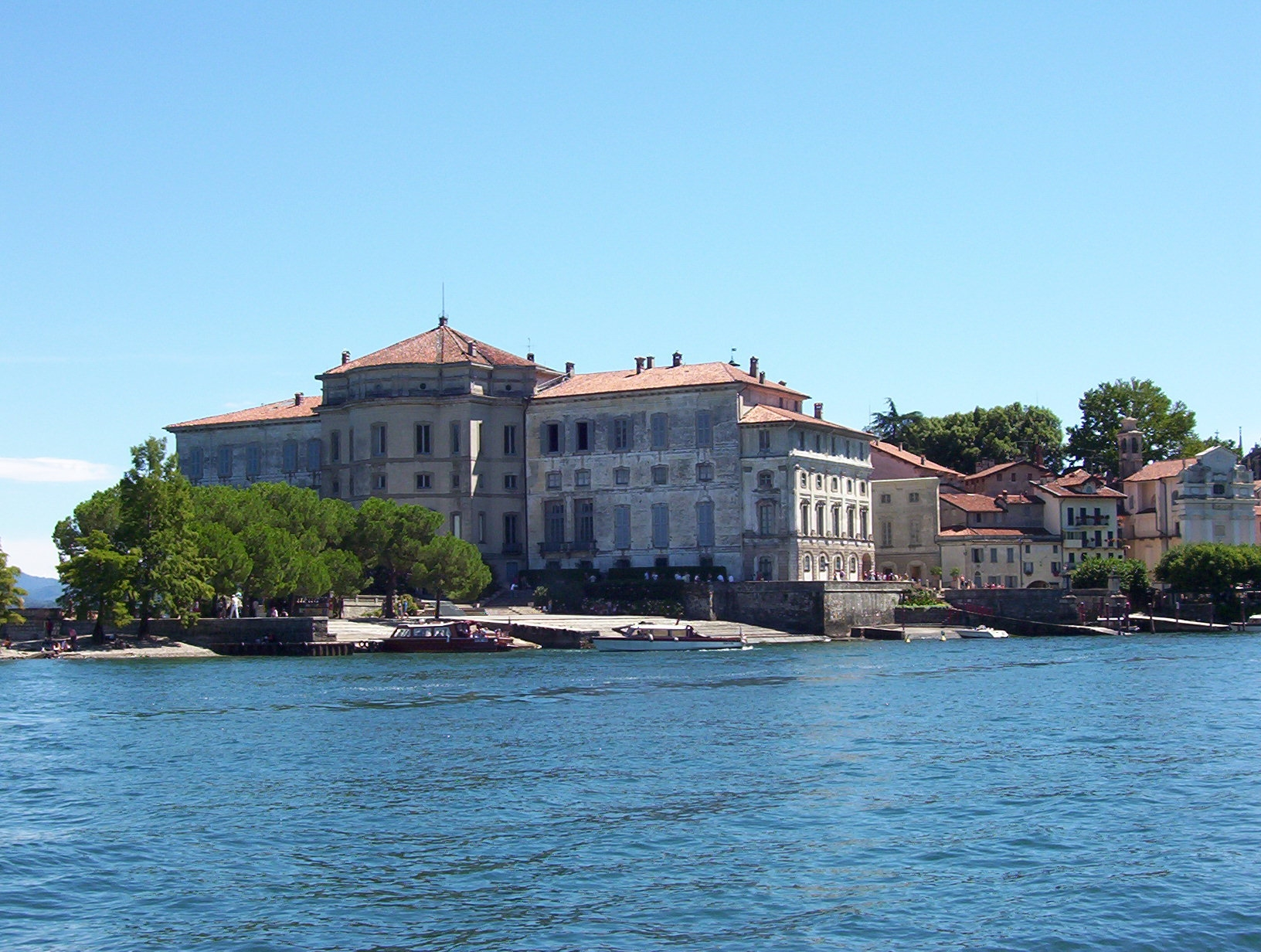
Ett palats på Isola Bella
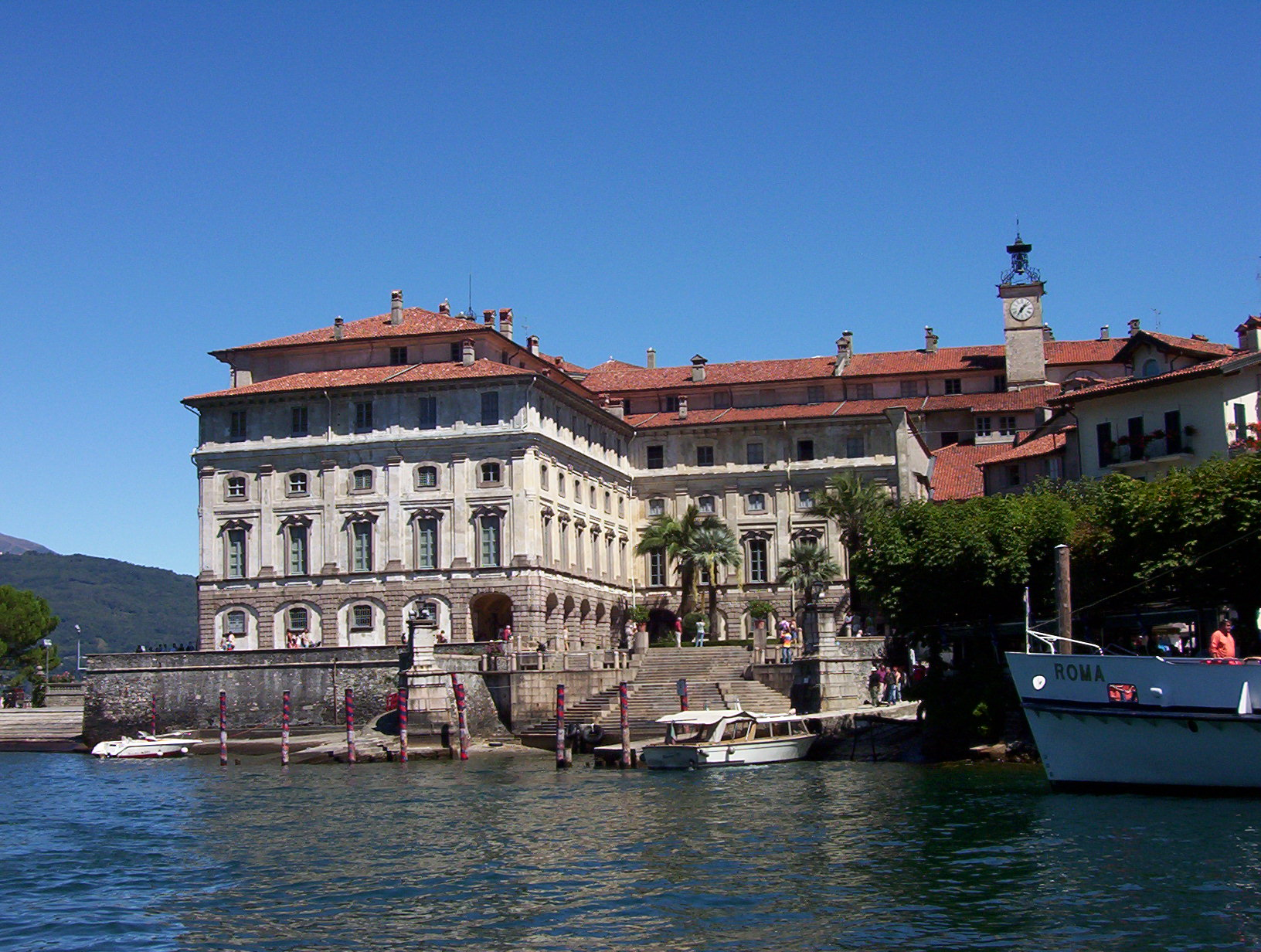
Isola Bella
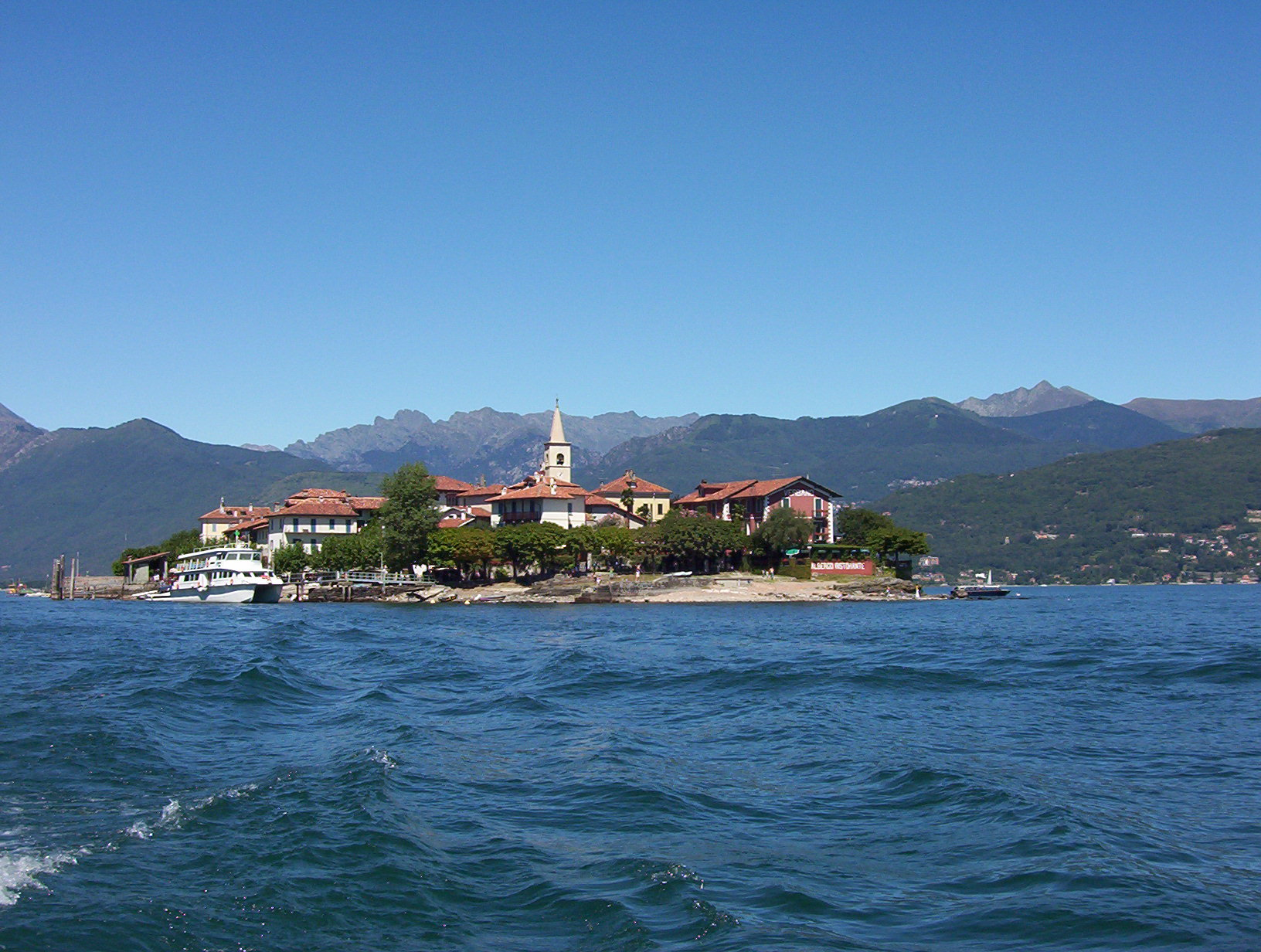
Isola Superiore
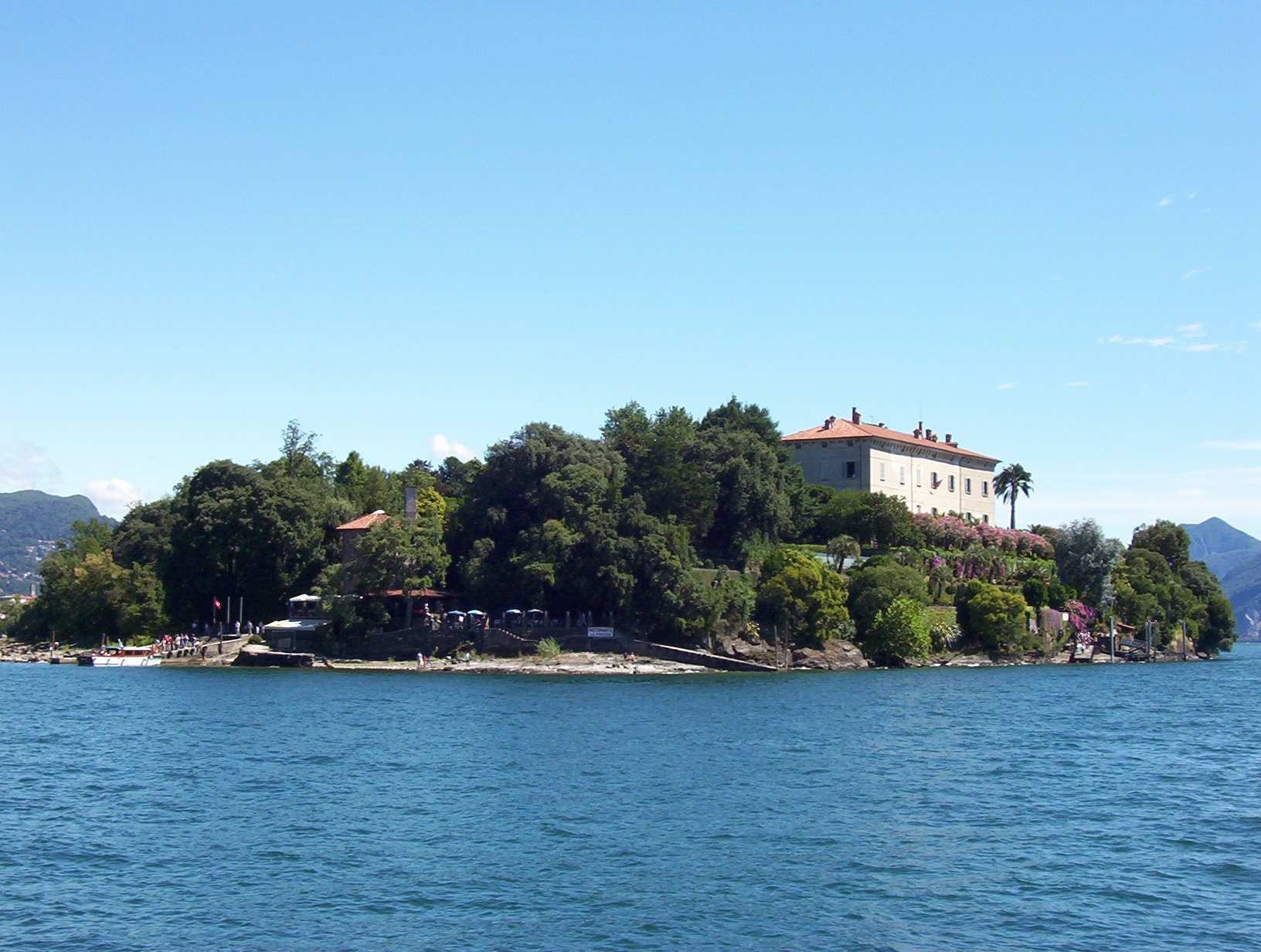
Isola Madre